# Riba-roja de Túria
Riba-roja de Túria (em valenciano e oficialmente) ou Ribarroja del Turia (em castelhano) é um município da Espanha na província de Valência, Comunidade Valenciana. Tem 57,5 km² de área e em 2021 tinha 22 799 habitantes (densidade: 396,5 hab./km²).

## Demografia
| Variação demográfica do município entre 1991 e 2004 | Variação demográfica do município entre 1991 e 2004 | Variação demográfica do município entre 1991 e 2004 | Variação demográfica do município entre 1991 e 2004 |
| --------------------------------------------------- | --------------------------------------------------- | --------------------------------------------------- | --------------------------------------------------- |
| 1991                                                | 1996                                                | 2001                                                | 2004                                                |
| 9778                                                | 11236                                               | 14209                                               | 16262                                               |